# By the Way (singolo Red Hot Chili Peppers)
By the Way è un singolo del gruppo musicale statunitense Red Hot Chili Peppers, pubblicato il 10 giugno 2002 come primo estratto dall'album omonimo.

## Descrizione
(Anthony Kiedis)
By the Way è eseguita in un tempo in 4/4 nella tonalità di Re Minore. È tra le poche canzoni dell'omonimo album a conservare lo stile classico del gruppo, incentrato su testi rappati e ritmiche Funk rock. Solo il ritornello è melodico, come quasi tutte le tracce del disco di cui fa parte. In un certo senso ha innescato un piccolo cambiamento nella musica dei Red Hot.
Contrariamente al video, il testo parla di una ragazza chiamata Dani. È quasi impossibile decifrare le espressioni ambigue nel brano, ma il messaggio centrale è abbastanza chiaro. Fa riferimento ad eventi che si possono vivere a Los Angeles, fra musica e illegalità. 
La storia è stata sviluppata gradualmente in 7 anni ed inizia con Californication, il cui testo parla di una "sposa adolescente con un bambino dentro" senza nome ("Teenage bride with a baby inside"). Questo piccolo accenno è poi ulteriormente sviluppato in By the Way e in un finale appropriato per la storia della ragazza, citata anche in Dani California del 2006.
Le brevi frasi negli interludi possono, d'altro canto, suggerire altre interpretazioni. Alcune frasi sono astratte e non sembrano avere attinenza con il personaggio di Dani; piuttosto sarebbero state create per creare transizioni musicali tra strofe, ritornelli e controcanti.
La canzone è sempre suonata dal vivo; nel By the Way World Tour (02-03) era sempre il brano di apertura dei loro concerti, nel tour del 2004 era quasi sempre la terza traccia in scaletta,  mentre dal 2006 a questa parte viene quasi sempre utilizzata come ultima canzone prima della pausa in uno show.

## Video musicale
Il videoclip è stato diretto da Jonathan Dayton e Valerie Faris, che con i Red Hot avevano già lavorato in precedenza. Anziché illustrare parola per parola quanto espresso dal testo, è incentrato su una storia a sé stante.
All'inizio del video, Anthony Kiedis entra nel taxi (una Ford Crown Victoria del 1992) con un libro intitolato "Lexicon Devil", biografia di Darby Crash del gruppo The Germs. Un rozzo tassista fan della band, interpretato da Dave Sheridan, "rapisce" Kiedis dopo aver capito chi è. Kiedis appare apprensivo, quando il guidatore chiude a forza le portiere dell'auto e guida con frenesia per la città (sterzando tra altri veicoli e visitando altri luoghi). Così telefona al compagno di band Flea, che in quel mentre è con John Frusciante. Dapprima non sanno se Kiedis li stia prendendo in giro o no; poi si convincono che sia uno scherzo. Poi i due, che stanno andando a pranzo, si avviano in fretta per una corsa, per recuperare il loro compagno.
Alla fine, la Ford Bronco arancione di Frusciante e Flea raggiunge il taxi. Kiedis, dopo aver rotto il vetro posteriore destro della sua macchina, salta fuori della macchina e giunge illeso sulla Bronco degli altri Red Hot. I tre riescono poi a sfuggire al tassista, imboccando un'altra strada. Chad Smith (l'unico del gruppo che non si vedeva ancora nel video) non è molto distante, ed è anche lui in cerca di un taxi. Ironicamente sale nella stessa auto dell'esagitato fan di Kiedis; il tassista si rende conto di questa fortuna e se lo porta via.

## Tracce
CD version 1
1. By the Way – 3:35
2. Time – 3:47
3. Teenager in Love – 3:01

CD version 2
1. By the Way – 3:35
2. Search and Destroy (Live) – 12:13
3. What Is Soul? (Live) – 3:58

CD version 3
1. By the Way (Album)
2. Time (Unreleased)
3. Search and Destroy (Live)

CD version 4
1. By the Way – 3:35
2. Time – 3:47
3. Teenager in Love – 3:01
4. Search and Destroy (Live) – 12:13

7" vynil
1. By the Way
2. Time

DVD singolo
1. By the Way (Video) – 3:36
2. Obsessive, Compulsive, Psychologically, Misarranged Cabdriver/Fan (aka the making of "By the Way") – 13:45
3. By the Way (Performance Version) – 3:36

## Classifiche
| Classifica (2002)             | Posizione massima |
| ----------------------------- | ----------------- |
| Australia                     | 6                 |
| Austria                       | 7                 |
| Belgio (Fiandre)              | 50                |
| Belgio (Vallonia)             | 31                |
| Canada                        | 2                 |
| Danimarca                     | 6                 |
| Finlandia                     | 4                 |
| Francia                       | 29                |
| Germania                      | 22                |
| Irlanda                       | 7                 |
| Italia                        | 1                 |
| Norvegia                      | 6                 |
| Nuova Zelanda                 | 13                |
| Paesi Bassi                   | 12                |
| Regno Unito                   | 2                 |
| Spagna                        | 5                 |
| Stati Uniti                   | 34                |
| Stati Uniti (alternative)     | 1                 |
| Stati Uniti (mainstream rock) | 1                 |
| Svezia                        | 7                 |
| Svizzera                      | 8                 |